# Panesthia obscura
Panesthia obscura är en kackerlacksart som först beskrevs av Henri Saussure 1873.  Panesthia obscura ingår i släktet Panesthia och familjen jättekackerlackor. Inga underarter finns listade i Catalogue of Life.